# دهستان لولمان (فومن)
دهستان لولمان (فومن) نام دهستانی در بخش مرکزی شهرستان فومن، استان گیلان در ایران است. براساس سرشماری مرکز آمار ایران در سال ۱۳۸۵، جمعیت آن ۱۰۹۲۷ نفر (۲۸۵۵ خانوار) بوده‌است.